# Alfred Feuerstein

Alfred Feuerstein (um 1920)

Karl Alfred Feuerstein (* 18. Januar 1884 in Thangelstedt (Ldkrs. Weimar); † 1949 in Erfurt) war ein deutscher Schutztruppler, Postbeamter in Deutsch-Südwestafrika und Autor der deutschen Kolonialliteratur.

## Leben
Feuerstein diente seit 1905 beim 4. Thüringer Infanterie-Regiment Nr. 72 in Torgau. 1907 trat er in den Verband der deutschen Schutztruppe für Deutsch-Südwestafrika ein, 1914 in den dortigen Postdienst. Im Ersten Weltkrieg diente er als Feldwebel bei der 2. Infanterie-Kompanie. Am 2. Juni 1917 wurde er vom englischen Obergericht in Swakopmund zum Tode verurteilt, weil er einen San (damals Buschmann genannt) erschossen hatte, 28 Tage später wurde Feuerstein zu zehn Jahren Zwangsarbeit begnadigt. In der Weihnachtszeit 1918 konnte er mit zwei Kameraden, Wilhelm Mattenklodt und Georg Voswinckel, in einem 3000 Kilometer langen Fußmarsch nach Angola fliehen. Im Jahr 1920 kehrte er nach Deutschland zurück und lebte als Postbeamter in Erfurt. Über seine abenteuerliche Flucht verfasste er einen Erlebnisbericht mit Vorwort von Josef Viera.
1938 im österreichischen Bezau auf  dem „Sippentag Feuerstein“, einer ursprünglich aus Vorarlberg stammenden Familie, hinterließ – laut dem Stuttgarter NS-Kurier – „den stärksten Eindruck“ der Erlebnisbericht des „Kolonialpioniers Alfred Feuerstein“.

## Rezeption
Hans Grimm verwendete die Geschichte des Marsches von Mattenklodt, Voswinckel und Feuerstein in seinem Roman Volk ohne Raum. Die Hauptfigur des Romans, Cornelius Friebott, ist aber kaum identisch mit der Person Feuerstein.
Neben Feuerstein schrieben auch Voswinckel und Mattenklodt Bücher, die u. a. die gemeinsame Flucht beschrieben. Auch Paul Ritter schrieb in Drei auf der Flucht (1935) über die Flucht der drei.
1938 schrieb Wend Marwede im Hamburger Fremdenblatt über Feuerstein in seinem Beitrag Schicksal und Irrfahrt eines Südwesters. Todesurteil gegen den Flüchtling Feuerstein.

## Publikationen
- Deutsche Flüchtlinge in Deutsch-Südwestafrika und Portugiesisch-Angola (Jambo. Koloniale Zeitschrift für die Jugend. Abenteuer, Unterhaltung und Wissen aus Kolonien und Übersee, 14. Jahrgang, Heft 6, Ausgabe B), Leipzig 1937.
- Wir fliehen nach Deutschland. Tragische Schicksale Alfred Feuersteins in Deutsch-Südwestafrika und Angola (Online-Zugriff). Von ihm selbst erzählt. Mit Bildern von Karl Mühlmeister (Aus weiter Welt, 132),  Enßlin & Laiblin Reutlingen 1938. (1940 Neuauflage durch den Reichskolonialbund)